# Lipslap
"Lipslap" é uma canção da banda de indie pop britânica Kero Kero Bonito, sendo o segundo single de seu primeiro álbum de estúdio, Bonito Generation (2016).

## Lançamento
"Lipslap" foi lançado em 26 de setembro de 2016. O remix de Makeness foi lançado como parte do EP Bonito Retakes (Remixes) em 30 de maio de 2017.

## Vídeo musical
O vídeo oficial da música foi lançado em 7 de março de 2016 e enviado para o YouTube. Foi dirigido por Theo Davies (que também dirigiria o vídeo da música da banda "Trampoline"). O vídeo é estilizado como uma comédia absurda, com os membros da banda fazendo bobagens pela casa.

## Recepção crítica
Leah Levinson, do Tiny Mix Tapes, argumenta que "Lipslap" é melhor entendido através das lentes do teórico cultural, Sianne Ngai, escrevendo: "Sarah Bonito toma o espaço fornecido pela batida para seu próprio auto-empoderamento, protestando contra a inerente violência de fofura (o objeto fofo é registrado como subordinado ao sujeito que assim o julgou), além de demonstrar o rápido deslizamento do sujeito fofo para a monstruosidade".

## Faixas e formatos
Download digital e streaming
1. "Lipslap" – 3:40

## Histórico de lançamento
| Região      | Data                    | Formato(s)       | Gravadora         |
| ----------- | ----------------------- | ---------------- | ----------------- |
| Reino Unido | 23 de fevereiro de 2016 | Download digital | Double Denim Sony |